# Esperke
Esperke is een dorp in het noordoosten van de gemeente Neustadt am Rübenberge in het district Hannover in de deelstaat Nedersaksen in Duitsland. Het dorp ligt ten noordoosten van het stadje Neustadt a. Rbge. en  ten oosten van de rivier de Leine en wordt doorkruist door de regionale hoofdweg L 193.
Niet ver van Esperke ligt het, uit o.a. heide met daarin een ven bestaande, 47½ hectare grote, natuurreservaat Blankes Flat. In het -overwegend agrarische- dorp staan enige oude , onder monumentenzorg geplaatste, boerderijen.

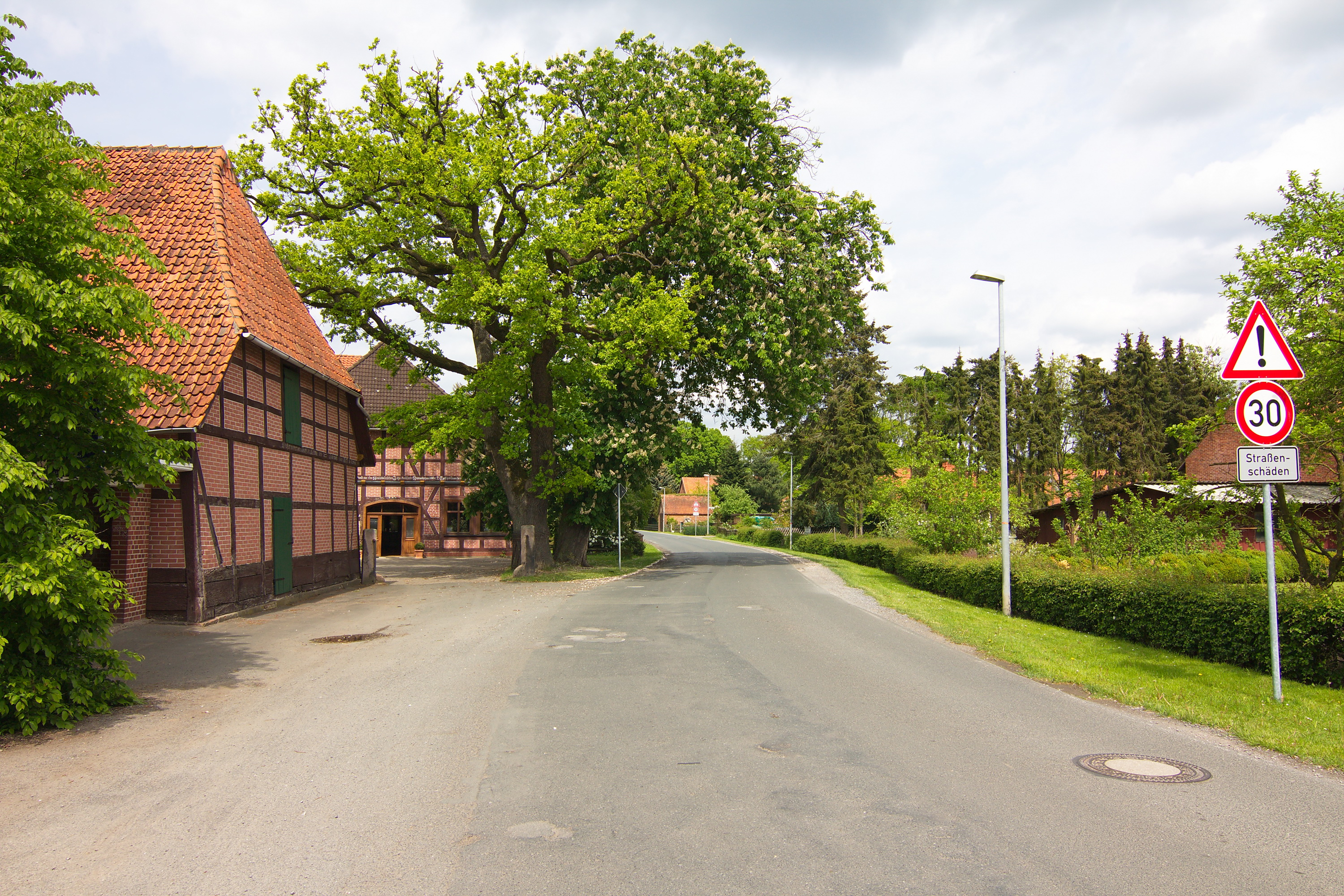
Vakwerkboerderijen te Esperke
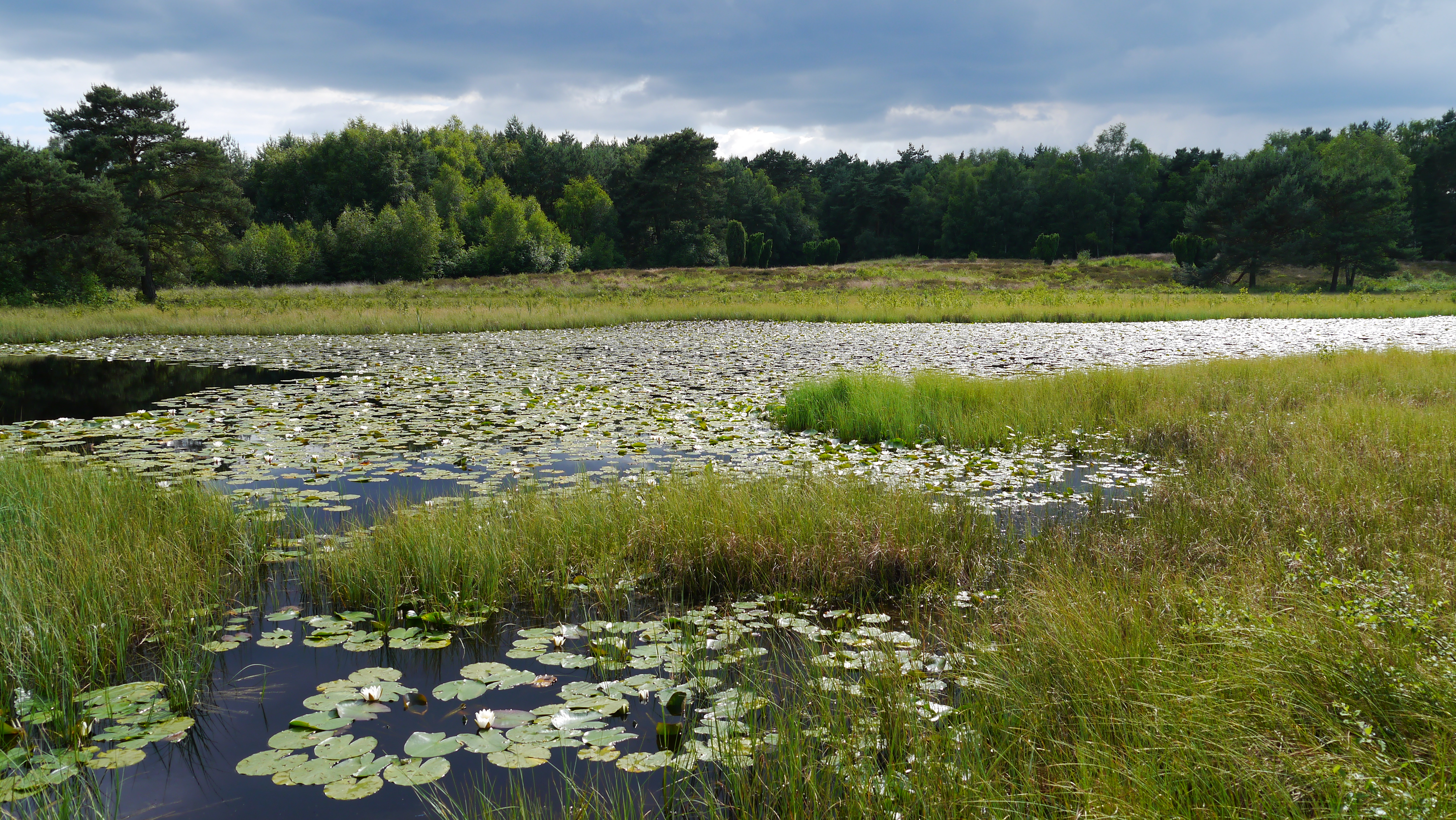
Natuurreservaat Blankes Flat
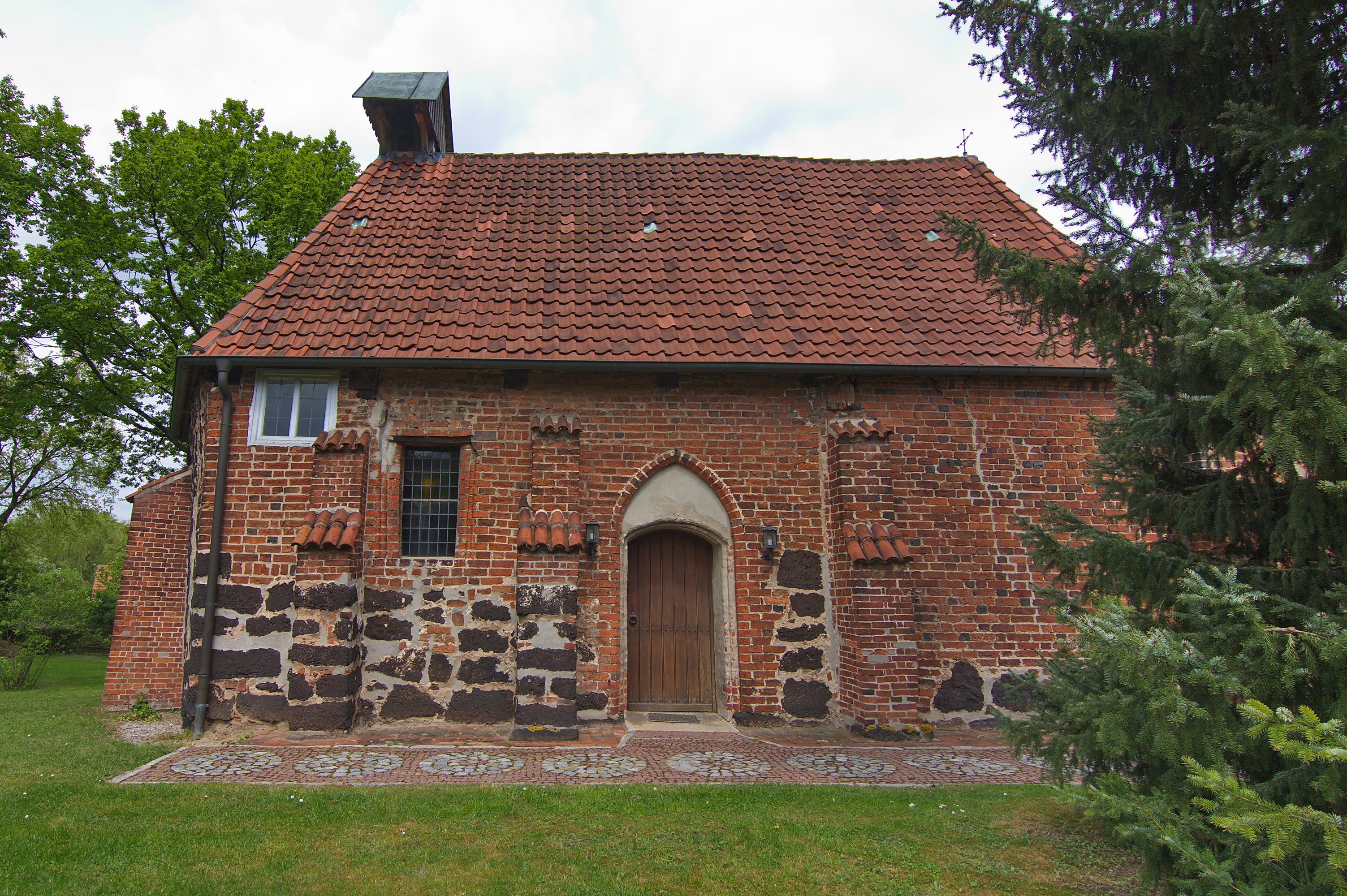
Deels 15e-, deels 17e-eeuwse kapel te Esperke